# Heinrich Zeising
Heinrich Zeising, auch Zeisingk, Zeisenck, († 1610 oder davor) war ein deutscher Mechaniker, Architekt und Autor des ersten deutschsprachigen frühneuzeitlichen Maschinenbuchs.

## Leben und Werk

Getreidemühle mit Tretscheibe aus dem Buch von Zeising 1612/13

Über ihn ist fast nichts bekannt außer dem, was in der Vorrede seines Buches steht. Danach starb er vor Vollendung des Werks. Früher wurde sein Tod nach der Datierung einer Vorrede auf 1613 angesetzt, aber schon im zweiten Band, der 1610 erschien, spricht der Herausgeber, der Verleger Henning Grosse der Jüngere, vom Tod seines Freundes Zeising. In der Vorrede des ersten Bandes bezeichnet er sich in einer Widmung an den Rat von Leipzig als Student der Architektur. Grosse ist mit Sicherheit der alleinige Herausgeber des dritten Bandes (1612). Die Herausgabe ab dem vierten Band samt Übersetzungen aus dem Französischen und Italienischen besorgte der Historiker und Philologe Hieronymus Megiser. Das Buch ist im billigeren Oktav-Format erschienen, so dass es allgemein auch für Handwerker erschwinglich war. Zeising reiste selbst viel um das Material für sein Buch zusammenzustellen und führte nach eigenen Angaben dabei auch die damals wenig bekannte Methode des Kupferstichs in Leipzig ein, indem er diese Technik für seine Illustrationen nutzte und die Kupferstiche selbst anfertigte. Die sechs Bände haben jeweils rund 115 Seiten und im Mittel 24 Illustrationen. Zeising schrieb sein Werk ausdrücklich für Handwerker.
Die Illustrationen entnahm er teilweise älteren Autoren, wie Walter Rivius (dem Vitruv-Übersetzer), Giuseppe Zonca, Jacques Besson, Agostino Ramelli (zum Beispiel dessen Bücherrad), Gerolamo Cardano (ein im ersten Band von diesem entlehnter Abschnitt über Maße und Gewichte)  und Vitruv-Ausgaben. Viele der Abbildungen sind aber originär (Zeising signierte im ersten Band fast alle Kupferstiche bis auf fünf) und der Text des ersten Bandes ist keine direkte Übersetzung eines ausländischen Werks. Die späteren Herausgeber griffen aber immer mehr auf Übersetzungen zurück bis hin zu Megiser, der fast nur übersetzte. Es werden unter anderem neben einfachen Maschinen wie Hebeln und aus der Antike bekannten Erfindungen (Archimedes, Heron von Alexandria, Vitruv) Taschenuhren (mit Planetenanzeige) beschrieben, der Segelwagen von Simon Stevin, Schöpf- und Wasserräder, Feuerspritzen und Pumpen, von denen auch fahrbare Pumpen abgebildet sind, Sägemühlen, Schleifmühlen, Buchdruckerpressen, Drehbänke, Lastkräne und eine von einer Mühle angetriebene Keilpresse für Ölproduktion. Behandelt werden sowohl Arbeitsmaschinen als auch solche zur Unterhaltung (Band 5) wie solche für Springbrunnen und Automaten zur Tonerzeugung. Das Buch war im 17. Jahrhundert das deutschsprachige Standardwerk zur Maschinentechnik.

## Schriften
- Theatrum Machinarum. 6 Teile, Henning Grosse, Leipzig 1607 bis 1614[2] (Digitalisat der Ausgabe von 1708, Leipzig, Friedrich Lanckischens Erben), Neuausgabe Verlag Technik, Berlin 1987.